# Okra
Az okra vagy bámia (Abelmoschus esculentus) a mályvafélék családjába tartozó zárvatermő növény. Ehető zöld magtokjai vannak. Az okra földrajzi eredete vitatott, nyugat-afrikai, etiópiai, délkelet-ázsiai és dél-ázsiai eredetűnek is tartják. A növényt a világ trópusi, szubtrópusi és meleg mérsékelt égövi régióiban termesztik. Az Egyesült Államok déli részének gasztronómiájában, valamint a közel-keleti, az indiai, a brazil és a Srí Lanka-i konyhában is jelentős szerepet játszik. Az okra elnevezés az igbó ọ́kụ̀rụ̀ szóból ered.
Magyarországon kevéssé ismert növény, illetve zöldségféle, délebbre, például Bulgáriában vagy Törökországban ismerik és használják is a gasztronómiában. Magyarországi termesztésére történtek ugyan kísérletek, és bár mind a termesztési technológia, mind a biológiai alap megfelelő hozzá, mégsem terjedt el.

## A gasztronómiában
A növény magtokjai főzéskor nyálkásak, a nyálka oldható rostokat tartalmaz. Az okra nyálkátlanításának egyik lehetséges módja, hogy savas ételekkel, például paradicsommal együtt főzzük, mely minimálisra csökkenti a nyálka mennyiségét. A magtokokat főzik, savanyítják, nyersen fogyasztják, vagy salátákba teszik. Az okrát a fejlődő országokban az alultápláltság enyhítésére és az élelmezési bizonytalanság csökkentésére is fel lehet használni.
A nyers okra 90%-ban vizet, 2%-ban fehérjét, 7%-ban szénhidrátot, valamint elhanyagolható mennyiségű zsírt tartalmaz. 100 grammos referencia-mennyiségre vetítve a nyers okra gazdag forrása (a napi érték 20%-a vagy annál több) az élelmi rostoknak, a C-vitaminnak és a K-vitaminnak. Mérsékelt tiamin-, folsav- és magnéziumtartalommal bír.
Kubában és Puerto Ricóban a zöldséget quimbombónak nevezik, és olyan ételekhez használják, mint a quimbombó guisado (okraragu), amely az USA déli részein ismert gumbóhoz nagyon hasonló étel. A Dominikai Köztársaságban is használják hagyományos ételekben, ahol molondrónnak nevezik. Dél-Ázsiában az okrát számos fűszeres zöldségkészítményhez felhasználják, valamint csirkével főzve fogyasztják.
A fiatal okraleveleket a cékla vagy a gyermekláncfű zöldjéhez hasonlóan lehet főzni, vagy salátákba tenni. Az okramagokból pörkölés és őrölés után koffeinmentes kávépótló készíthető.

## Galéria

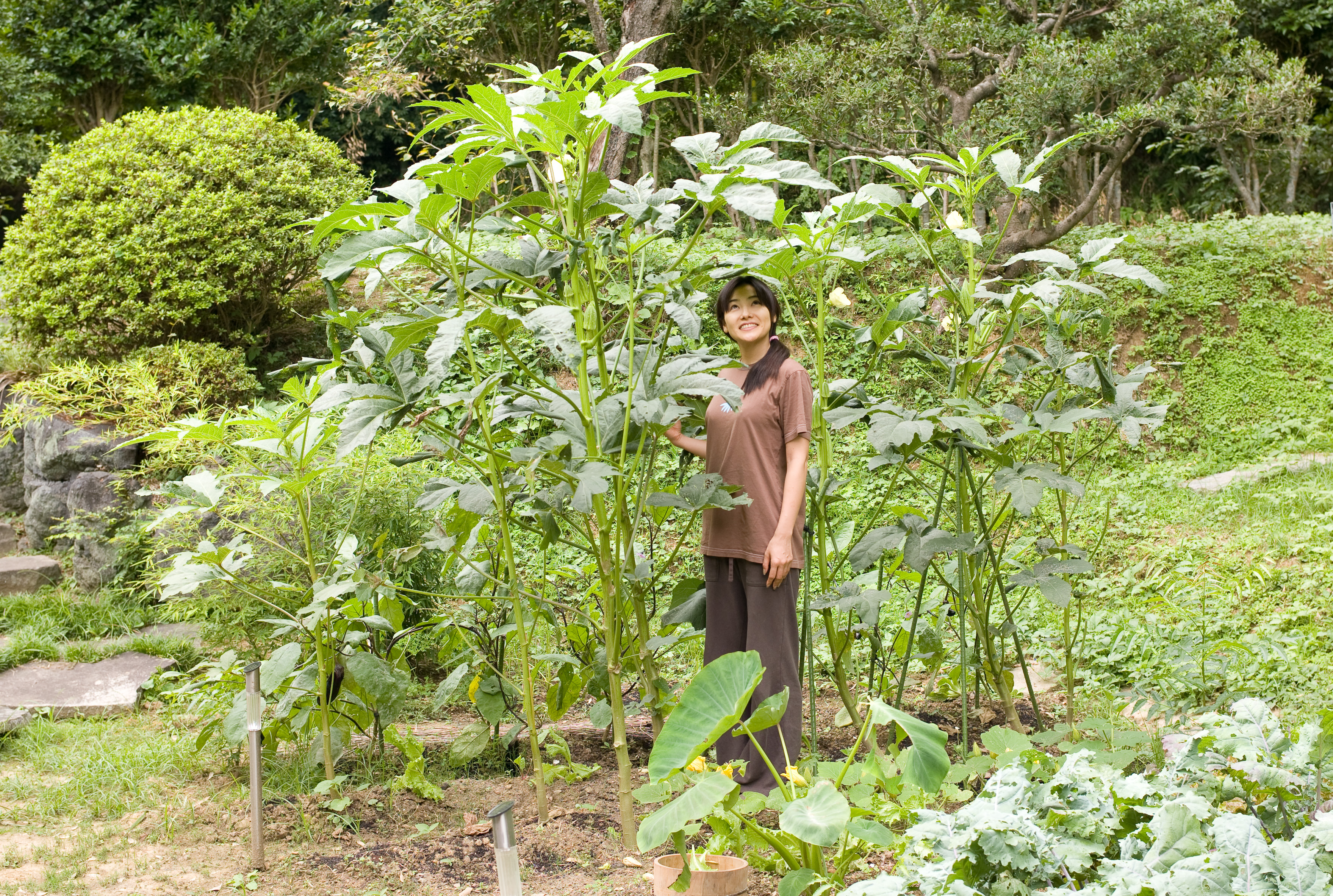
Okrabokor
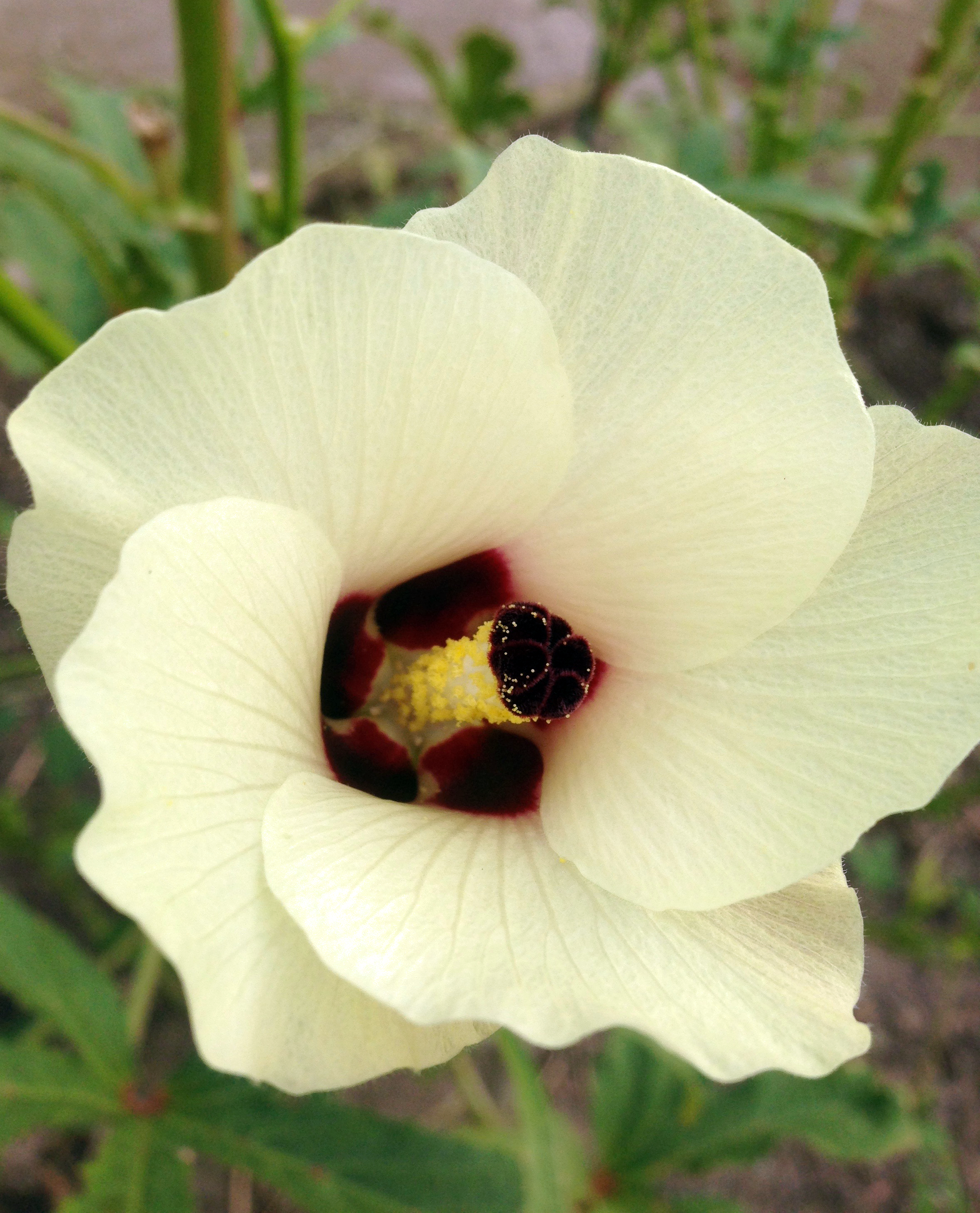
Virága
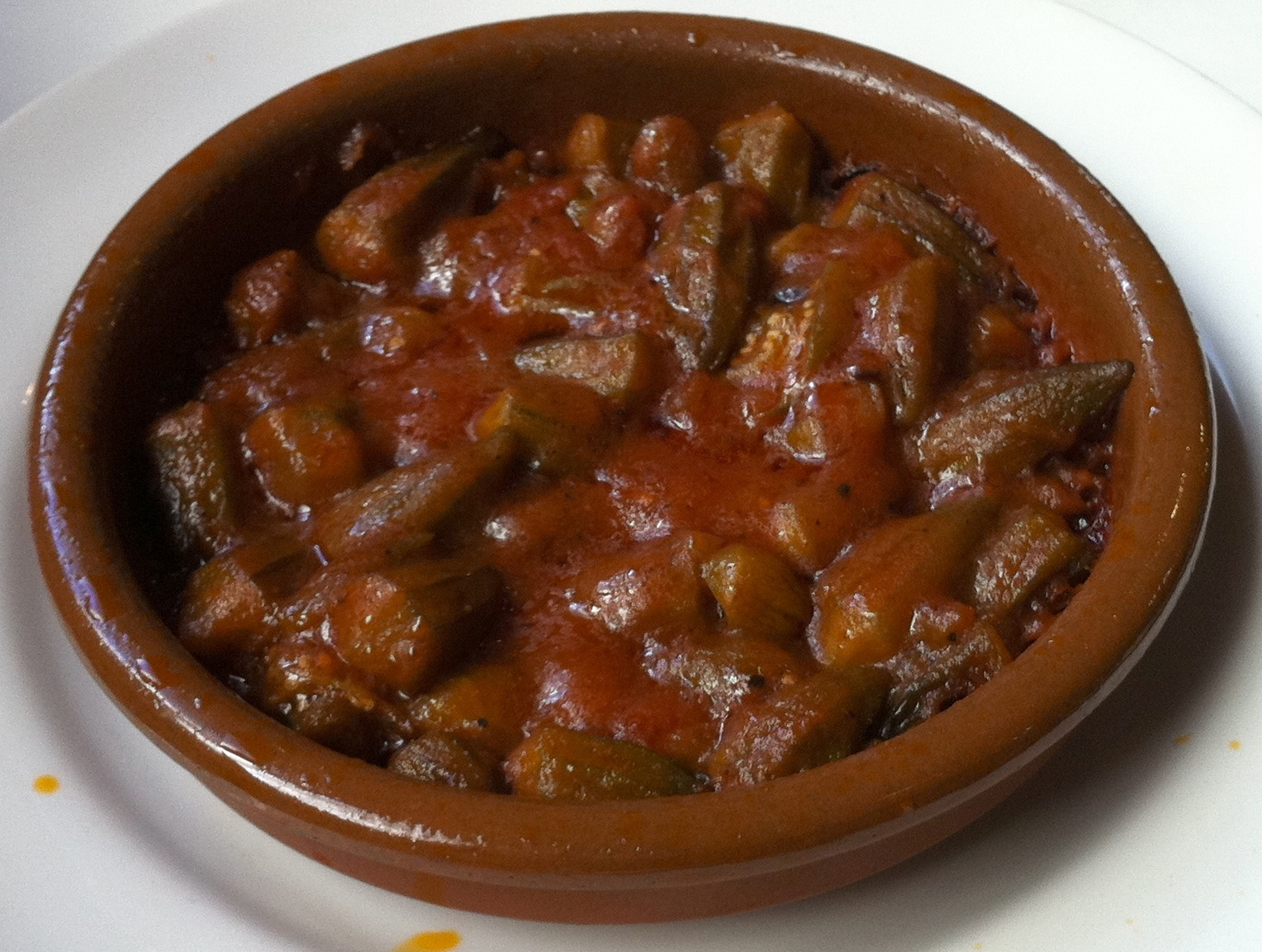
Bamia, paradicsomos okraragu (Közel-Kelet)
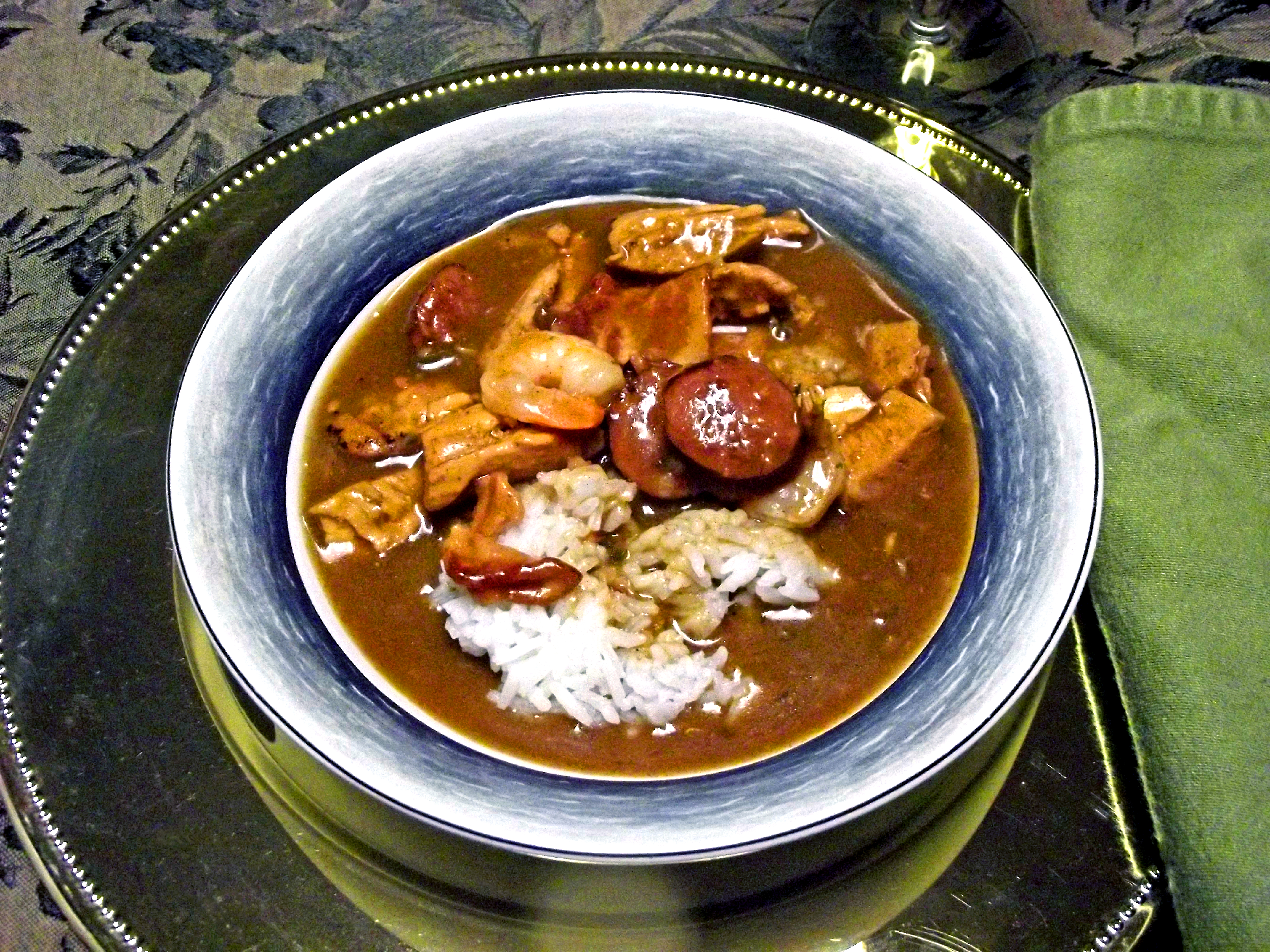
Gumbo (USA déli része)
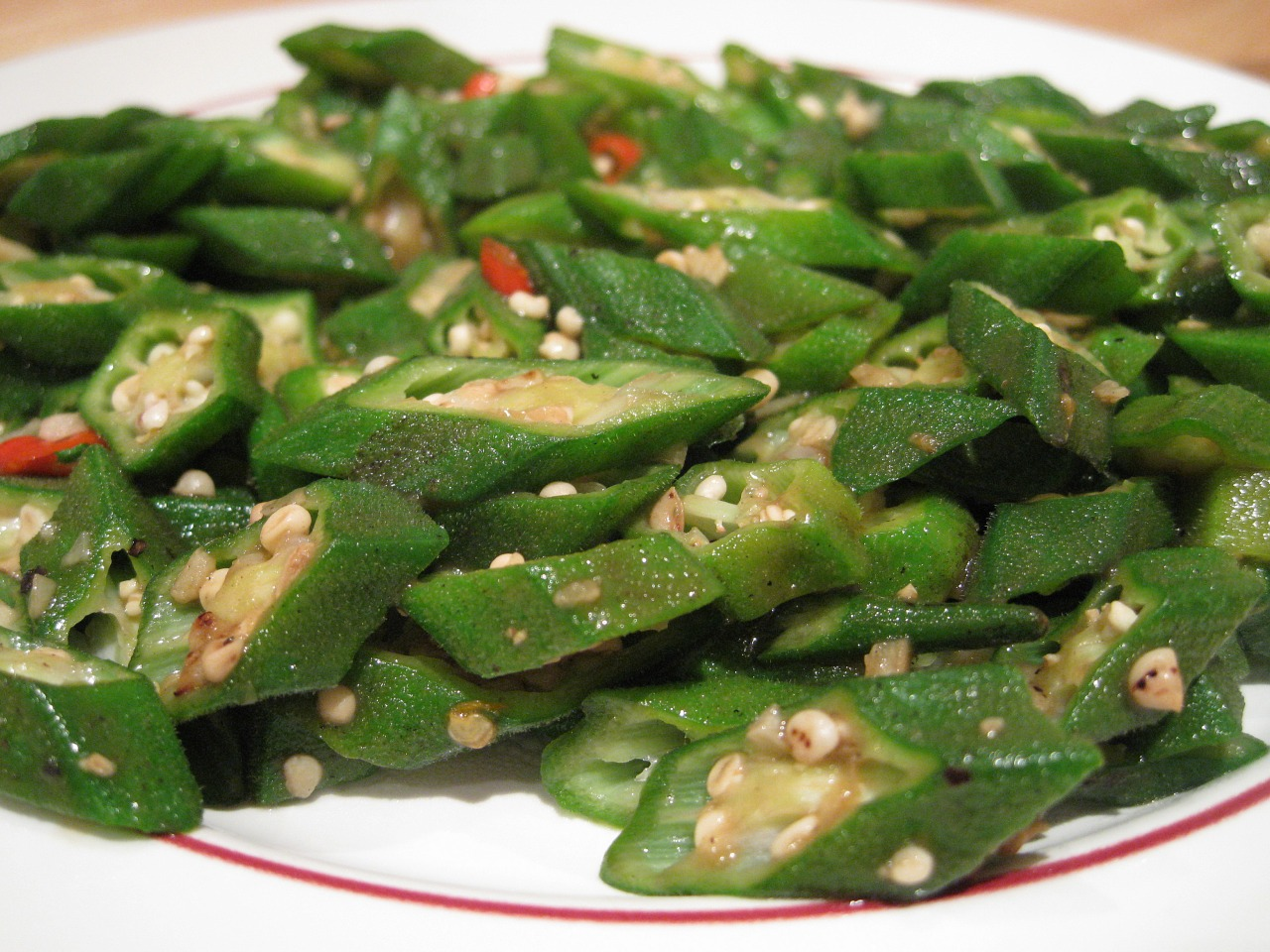
Csilis okra stir-fry

## Fordítás
Ez a szócikk részben vagy egészben  az   okra című angol Wikipédia-szócikk fordításán alapul.  Az eredeti cikk szerkesztőit annak laptörténete sorolja fel. Ez a jelzés csupán a megfogalmazás eredetét és a szerzői jogokat jelzi, nem szolgál a cikkben szereplő információk forrásmegjelöléseként.